# アルハゼンの定理
アルハゼンの定理（アルハゼンのていり、The theorem of Ibn Haytham）とは、円と交わる2つの直線がある1点で交わってできた角の大きさに関する定理であり、アラビア語圏の科学者イブン・アル・ハイサム（ラテン名アルハゼン、965年 - 1040年）によって発見された。
右図で、円内の∠APBを求める場合
{\displaystyle \angle {\rm {APB=\angle ADB+\angle CBD}}}
{\displaystyle \angle {\rm {APB=\angle ACB+\angle CAD}}}
となる。また、円外の∠AEBを求める場合
{\displaystyle \angle {\rm {AEB=\angle ADB-\angle CBD}}}
{\displaystyle \angle {\rm {AEB=\angle ACB-\angle CAD}}}
となる。

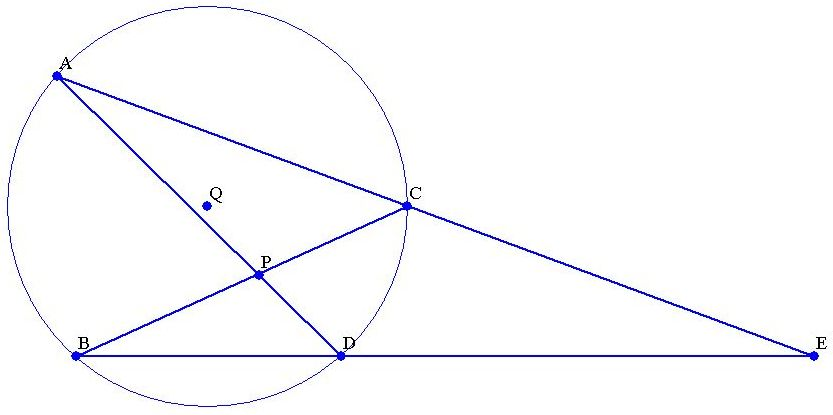

つまり、円内の角は2直線と円の交点によってできる弧の円周角の和であり、円外の角は2直線と円の交点によってできる弧の円周角の差であることがいえる。